# Szwelczyn
Szwelczyn – dawna wieś w Polsce, obecnie niestandaryzowana część wsi Wąsosz w województwie podlaskim, w powiecie grajewskim, w gminie Wąsosz.
Szwelczyn nadal stanowi odrębny układ osadniczy względem Wąsosza właściwego (dawnego miasta), położony równolegle do niego wzdłuż ulicy Felczyńskiej (Szwelczyńskiej), a oddzielony od niego rzeką Gręską. Przestrzenna niespójność Szwelczyna względem Wąsosza właściwego sprawiło, że 30 października 1980 utworzyła odrębną wieś o nazwie Wąsosz Drugi. 1 stycznia 2003 zlikwidowano ją jako osobną miejscowość i wraz z Wąsoszem Pierwszym (Wąsoszem właściwym) ponownie ukonstytuowano w wieś Wąsosz.
Znajduje się tu Gminny Ośrodek Kultury i Sportu w Wąsoszu, Biblioteka Publiczna Gminy Wąsosz oraz Ochotnicza Straż Pożarna w Wąsoszu.

## Historia
Osada Szwelczyn, nazwana od nazwiska pierwszego właściciela Jana ze Szwelic, powstała za rzeką Gręską na 4 włókach ziemi. Chociaż często była w działach kilku panów zachowała charakter wsi drobnoszlacheckiej.
Od 1870 miejscowość należała do Wąsosz, za II RP w powiecie szczuczyńskim, w województwie białostockim. W 1921 roku wieś Szwelczyn liczyła 82 mieszkańców w 15 domach; była to ludność polska wyznania rzymskokatolickego. 16 października 1933 Szwelczyn utworzył gromadę Szwelczyn w gminie Wąsosz.
Po wojnie Szwelczyn nie figuruje już w wykazach gromad, stając się jedną z ulic Wąsosza.